# 和平神廟

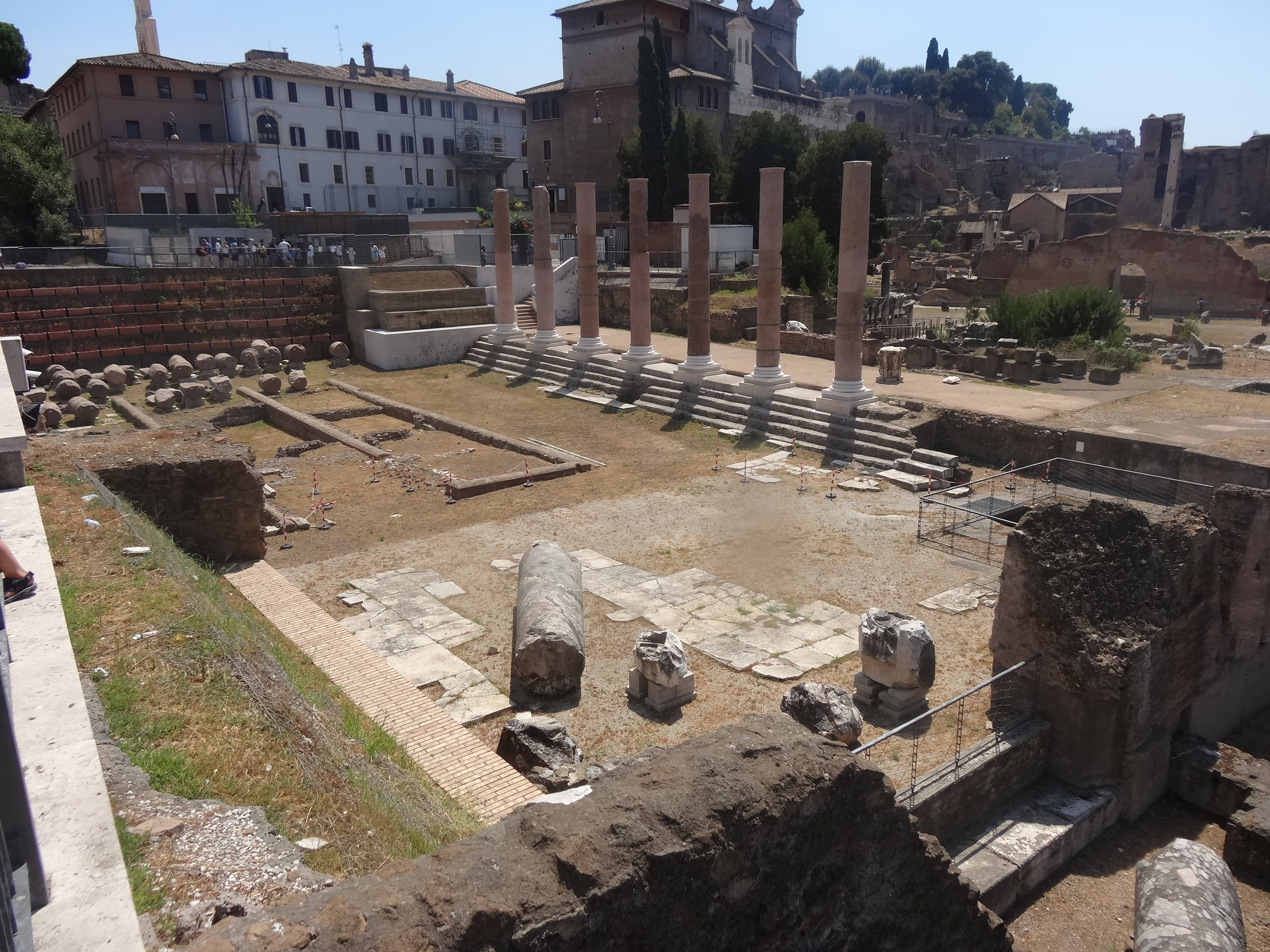
和平神廟遺跡

和平神廟（拉丁語：Templum Pacis），又稱維斯帕先广场，是古羅馬廣場之一，修建於71年維斯帕先皇帝統治時期。這座建築獻給和平女神帕克斯。和平神廟是帝國議事廣場的一部分。410年時，和平神廟被亞拉里克一世破壞，此後再也沒有被修復。